# Grammicolepis brachiusculus
Genre
Espèce
Grammicolepis brachiusculus est une espèce de poissons marins de la famille des Grammicolepididae. C'est la seule espèce du genre Grammicolepis (monotypique).
Cette espèce vit entre 400 et 1 026 m de profondeur.